# Grigore Gherman
Grigore Gherman (* 23. Juni 1987 in Krupjanske, Rajon Herza, Oblast Tscherniwzi) ist ein rumänischer Fokloresänger und TV-Moderator.

## Leben
Gherman gehört der rumänischen Minderheit in der Ukraine an. Er sammelte bereits in jungen Jahren als Sänger Bühnenerfahrungen und trat mit dem lokalen Orchester Velea Prutului aus Czernowitz auf. Nach seinem Schulabschluss studierte Gherman Sprachwissenschaften an der Nationalen Jurij-Fedkowytsch-Universität Czernowitz und Musik an der Nationalen Musikuniversität Bukarest. Neben seiner Gesangtätigkeit wirkt Gherman als Moderator im Folkloreprogramm Rumäniens, als Dichter und Gesangslehrer in einer privaten Musikschule in Bukarest. Sein Musikstil und der Inhalt seiner Liedtexte sind mit der Region Bukowina verbunden. Gherman legte bislang zahlreichen Alben vor. Er veröffentlicht regelmäßig Musikvideos auf seinem YouTube-Kanal und arbeitet u. a. mit Nicolae Botgros und dem Orchestra Naționala Lăutarii din Chișinău zusammen.

## Diskografie
- 2016: Grigoraș Din Bucovina (Ana Sound)